# Дипломатія російсько-української війни (з 2014)
Дипломатія російсько-української війни — це сукупність політичних, дипломатичних та інших заходів з 2014 року під час війни, які вживаються державами, міжнародними організаціями та іншими суб'єктами міжнародних відносин для міжнародної безпеки та досягнення всеосяжного, справедливого та міцного миру в Україні.
Дипломатія під час російсько-української війни включала візити та переговори глав держав та урядів, міністрів закордонних справ, дипломатичних відомств, роботу дипломатичних представництв, саміти, зустрічі на високому рівні; висвітлення в пресі міжнародних питань, публічну дипломатію, громадянську дипломатію та інше.

## Міжнародні відносини

Європейський Союз і Україна

Зміни міжнародних відносин, реакція держав світу, їх лідерів, урядів, міністрів закордонних справ та глав відомств, відповідальних за зовнішню політику, роботу дипломатичних представництв були викликані агресією Російської Федерації щодо України, Російсько-українською війною та воєнними злочинами Росії проти України.

Міжнародні відносини України.

За період з 2014 року суттєво зміцнилися відносини України з НАТО, Європейським Союзом, була створена Рада Україна — НАТО, прискорилась Європейська інтеграція України та вступ України до Європейського Союзу. З 23 червня 2022 року Україна є кандидатом на членство у ЄС. За результатами зустрічі 18-20 жовтня 2024 року міністри оборони G7 ухвалили декларацію щодо членства України в НАТО.

### Міжнародна політика України
Докладніше:Зовнішня політика України та Інтеграція до ЄС

### Угоди

#### Безпекові угоди

Країни Європи, які підписали безпекові угоди та інші:
країни-члени ЄС і «Групи семи», які підписали угоди
країни-члени «Групи семи», але не члени ЄС, які підписали угоди
інші країни-члени ЄС, які підписали угоди
інші країни, які підписали угоди
країни-члени ЄС, які не приєдналися до декларації, але є підписантами як члени ЄС
країни-члени ЄС, які приєдналися до декларації, але ще не підписали угоди як самостійні країни
інші країни, які приєдналися до декларації, але ще не підписали угоди
Росія і Білорусь

Відповідно до Спільної декларації країн «Групи семи» між Україною та іншими країнами укладено угоди і 17 жовтня 2024 року Україна підписала 27 безпекову угоду — з Грецькою Республікою.

#### Угода про сторічне партнерство
16 січня 2025 року між Україною та Сполученим Королівством Великої Британії і Північної Ірландії підписано Угоду про сторічне партнерство, обидва учасника відповідно до частини 3 статті 11 досягли наступних домовленостей: «Сприяти досягненню всеосяжного, справедливого і тривалого миру для України на основі повної поваги до принципів Статуту ООН і міжнародного права. Сполучене Королівство вітає українську Формулу миру, підтримує її принципи та готове брати активну участь у реалізації її пунктів. Сполучене Королівство відіграватиме провідну роль у здійсненні кроків з просування Формули миру та сприяння зусиллям, спрямованим на досягнення всеосяжного, справедливого і тривалого миру, в тому числі з таких питань, як запобігання ескалації та повторення агресії.».

### Міжнародне право
Генеральна Асамблея ООН з 2014 року підтвердила суверенітет, політичну незалежність, територіальну цілісність України в межах її визнаних на міжнародному рівні кордонів, у 2023 році проголосувала за резолюцію про «Принципи Статуту Організації Об'єднаних Націй, що лежать в основі досягнення всеосяжного, справедливого та міцного миру в Україні».
Європейський суд з прав людини (ЄСПЛ) у своєму остаточному рішенні від 25 червня 2024 року визнав Російську Федерацію (РФ) відповідальною за численні та системні порушення Європейської конвенції з прав людини (ЄКПЛ) на території Криму.

### ООН
Докладніше: Україна в ООН та Одинадцята надзвичайна спеціальна сесія Генеральної Асамблеї ООН

27 березня 2014 року була ухвалена Резолюція Генеральної Асамблеї ООН про Територіальну цілісність України, посилаючись на зобов'язання всіх держав утримуватися в їхніх міжнародних відносинах від погрози силою або її застосування проти територіальної цілісності або політичної незалежності будь-якої держави і вирішувати свої міжнародні суперечки мирними способами та відзначила, що референдум, проведений в Автономній Республіці Крим та місті Севастополі 16 березня 2014 року, не був санкціонований Україною. Тим самим ООН підтверджує свою прихильність до суверенітету, політичної незалежності, єдності і територіальної цілісності України в межах її визнаних на міжнародному рівні кордонів.
У 2025 році Генеральна Асамблея ООН ухвалила українську резолюцію про «Просування всеосяжного, справедливого і тривалого миру в Україні», де вказано, що «повномасштабне вторгнення РФ в Україну триває вже три роки» та американський проєкт резолюції «Шлях до миру» (утрималися 73 держави, серед яких США та Україна), яка включала зміни: згадку про повномасштабне вторгнення Росії в Україну, заклик до справедливого й тривалого миру відповідно до Статуту ООН, підтвердження підтримки суверенітету й територіальної цілісності України.

### Саміти
На вищому рівні проведені саміти Україна — ЄС, Групи Семи високорозвинених країн світу (США, Японія, Німеччина, Британія, Франція, Італія, Канада) з підтримки України та інші. Під час Саміту лідерів G20 2022 року було оприлюднено 10 пунктів Української формули миру.
У 2023 році Європейський Союз (ЄС) вчергове визнав територіальну цілісність України, але вперше в міжнародному документі було визнано право України на деокупацію Криму військовим шляхом, також ЄС визнав необхідність посилення санкційного тиску на Росію. Саміт у Саудівській Аравії щодо миру в Україні, який пройшов у серпні, виявив «конструктивну позицію» Китаю.
| Організатори (2) Учасники (89) | Спостерігачі (2) Росія (агресор) |

У 2024 році відбулися «Український саміт дій» (у квітні), Глобальний саміт миру та 9 жовтня саміт Україна — Південно-Східна Європа.
З 22 по 25 вересня у Вашингтоні відбувся п’ятий «Український саміт дій» для адвокації посиленої підтримки України та боротьби українського народу за свободу та незалежність.
На саміті Україна — ЄС 17-18 жовтня 2024 року мав бути представлений план перемоги. Президент України 17 жовтня представив План перемоги на засіданні Європейської Ради.
У грудні на саміті Joint Expeditionary Force (JEF) у Таллінні лідери країн підтримали основні принципи Плану перемоги президента України та узгодили їх допомогу Україні у 2025 році. Генеральний секретар НАТО Марк Рютте організовує в Брюсселі зустріч за участю лідерів Великої Британії, України, Франції, Німеччини, Італії, Польщі, президента Європейської ради Антоніу Коста та голови Єврокомісії Урсули фон дер Ляєн для надання майбутніх гарантій безпеки Україні та наголосив на обговоренні деталей угоди про мир за зачиненими дверима. На зустрічах у Брюсселі обговорювалася ідея розміщення в Україні миротворчої місії та тривають консультації, у проведенні яких допомагає президент Франції Емманюель Макрон. Президент України пізніше написав, що вони з Рютте провели «важливу і дуже предметну зустріч», присвячену «забезпеченню надійності миру, над досягненням якого ми спільно працюємо». Президентка Європарламенту Роберта Мецола перед початком Європейської ради заявила, що «Мир для України повинен поєднуватись з гідністю та справедливістю, а сама країна має бути представлена за столом переговорів за незмінної підтримки всіх європейських інституцій». Європейська Рада «підтверджує свою підтримку всебічного, справедливого та сталого миру, що ґрунтується на принципах Статуту ООН та міжнародного права, відповідно до основних принципів і цілей мирної формули України».
У лютому 2025 року в Києві пройшов саміт «Підтримай Україну» з участю 13 лідерів різних країн. 2 березня за результатами саміту лідерів держав у Лондоні підтримана стратегія «мир через силу» та гарантії безпеки, які забезпечуватимуть Збройні сили України, необхідність для європейських країн збільшувати витрати на оборону та посилювати військові можливості у тісній співпраці зі США. 6 березня лідери ЄС збираються на спеціальний саміт, щоб обговорити європейську оборону, продовження підтримки України, європейський внесок в гарантії безпеки, необхідні для забезпечення тривалого миру в Україні та мирної угоди. 15 березня прем'єр-міністр Великобританії Кір Стармер відкрив другий саміт лідерів 25 країн, які бажають допомогти підтримати припинення вогню в Україні. 27 березня президент Франції Емманюель Макрон приймає у Парижі лідерів 27 держав для участі в саміті, мета якого — зміцнення безпеки України, визначення гарантій безпеки Україні після досягнення домовленостей про припинення вогню, зокрема розглядається варіант розміщення на українській території військових сил «коаліції охочих».
9 травня на саміті лідерів країн-учасниць JEF Україні надали спеціальний формат співпраці: просунуте (підсилене) партнерство.
В центрі уваги 51-го саміту G7, що відбувся 15-17 червня у канадському Кананаскісі, військовий конфлікт між Ізраїлем та Іраном, зусилля України та її партнерів на енергетичних санкціях проти Росії.
На саміті НАТО 24–25 червня 2025 року у Гаазі відсутність згадок лідерів 32 країн про членство України в альянсі дає змогу зберегти «набутий дипломатичний статус» за думкою видання Європейська правда, коли в підсумковому комюніке рік тому у Вашингтоні підписалися під пунктом про «незворотний шлях» і хоча дипломатичні зусилля США не наблизили мир в Україні, очікуване рішення НАТО напряму передбачить та заохотить фінансування ЗСУ.
13 серпня пройшов онлайн-саміт лідерів Європи, Володимира Зеленського та Дональда Трампа напередодні зустрічі американського і російського президентів, яка має відбувся у пʼятницю, 15 серпня, на Алясці.

### Візити

#### Візити в Україну
Докладніше: Візити лідерів іноземних держав в Україну під час російського вторгнення та очільників МЗС.
Візит Джо Байдена в Україну 2023 року.

#### Візити Президентів України
Візити Президента з 2022 року.

#### Візити ГлавМЗСУкраїни
The Washington Post повідомив про візит міністра закордонних справ Андрія Сибіги у складі української делегації та переговори у Лондоні, щодо пошуку шляхів до миру у війні Росії проти України, які мали відбутися 23 квітня 2025 року і відкладені через небажання України віддати свою територію.

### Зустрічі
18 жовтня 2024 року Президент США Джо Байден провів переговори у форматі чотирьох, разом з канцлером ФРН Олафом Шольцом, президентом Франції Еммануелем Макроном і прем'єр-міністром Великої Британії Кіром Стармером та під час зустрічі з федеральним президентом ФРН заявив:
|  | Ми маємо продовжувати надавати підтримку. На мою думку, ми повинні продовжувати доти, доки Україна не завоює справедливий і міцний мир, який відповідає статуту ООН, поки знову не переможе людська гідність. |

Обраний президент США Дональд Трамп на зустрічі в Парижі 7 грудня з президентом України Володимиром Зеленським та президентом Франції Емманюелем Макроном сказав, що нагляд за припиненням вогню в Україні буде роботою Європи та хотів би, щоб європейські війська були присутні в Україні для спостереження за припиненням вогню, для стримування Росії.
Президент Франції Емманюель Макрон і прем’єр Британії Кір Стармер на початку 2025 року за результатами зустрічі підкреслили у комюніке «важливість надання Україні гарантій безпеки, щоб захистити її від нової агресії».
Мирні переговори, спрямовані на припинення російської агресії в Україні, роботу коаліції бажаючих під співголовуванням Франції та Сполученого Королівства, обговорили на зустрічах президент Франції Еммануель Макрон з державним секретарем США Марко Рубіо, спецпредставником президента США Стівом Віткоффом, а також українська делегація, радники з Франції, Великої Британії і Німеччини.

## Мирний процес
Мир для України та справедливе закінчення війни — це процес та щоденна робота. 14 листопада 2024 новообраний президент США Дональд Трамп заявив: «Ми дуже наполегливо працюватимемо щодо Росії та України», адміністрація зосередиться на закінченні війни Росії проти України.

### Мирні плани
Під час Саміту лідерів G20 2022 року було оприлюднено 10 пунктів Української формули миру.
Докладніше: Українська формула миру
У 2023 році був опублікований Позиційний документ Китаю.
Після саміту миру 2024 року стало відомо про мирний план України для завершення повномасштабної війни, шляхи реалізації кожного з пунктів формули миру.
2 березня 2025 року на саміті щодо України відбулася зустріч, метою було створення в Європі «коаліції охочих». У 2025 році Велика Британія та Франція працюватимуть з Україною над новим мирним планом, який представлять США. Зокрема, французький президент Емануель Макрон з прем'єр-міністром Британії Кіром Стармером щодо досягнення миру в Україні запропонували «перемир’я в повітрі, на морі та в енергетичній інфраструктурі» тривалістю один місяць, оскільки це дозволить контролювати виконання перемир'я.

### План завершення війни в УкраїніКіта Келлога
План завершення війни в Україні Кіта Келлога був розроблений Інститутом політики Америка понад усе (AFPI) у 2024 році. Кіт Келлог є співголовою AFPI (America First Policy Institute) та співголовою Центру американської безпеки в AFPI. Цю організацію створили у 2021 році для поширення ідей Трампа в галузі зовнішньої та внутрішньої політики. У січні 2023 року Кіт Келлог відвідав Україну на чолі приватної делегації. У стратегії, опублікованій AFPI, йдеться, що США мають розпочати формальну політику щодо встановлення режиму припинення війни та початку мирних перегорів. У квітні 2024 року Кіт Келлог опублікував звіт в America First Policy Institute (AFPI) «Америка передусім, Росія та Україна». Детально свою пропозицію "мирного плану" з позиції сили виклав разом із колегою Фредом Фляйцом, як найбільш реалістичний варіант дій, запропонував її на майбутнє та захищав. Келлог зазначив, що готовий «невтомно працювати, щоб забезпечити мир силою, одночасно відстоюючи інтереси Америки». Пункти плану Келлога: припинення вогню по всій лінії фронту, перемовини, безпекові гарантії від Заходу для України, мирна угода, демілітаризована зона в Україні. Ідеї Келлога, як примусити Путіна сісти за стіл переговорів: відкласти на тривалий час обіцянку членства України в НАТО, послаблення санкцій проти Росії. Келлог визнає, що підтримка України входить до інтересів американської національної безпеки. Келлог пропонує заморозити лінію фронту, а відбудову України профінансувати з мита на експорт російських енергоносіїв. 27 листопада 2024 року Дональд Трамп призначив Кіта Келлога на посаду спеціального посланця щодо завершення війни в Україні.
У грудні Келлог наголосив, що обраний президент США прагне миру, який буде «чесним, сталим і надійним» та не піде на угоди, подібні до Мінських. На початку січня 2025 року кандидат на посаду спецпредставника США з питань України і Росії Кіт Келлог планував відвідати Київ. 8 січня 2025 року в інтерв’ю телеканалу Fox News Кіт Келлог, як номінант на посаду спецпредставника з питань України та Росії, ставить собі «як на особистому, так і на професійному рівні» мету впродовж 100 днів від часу інавгурації Дональда Трампа спробувати знайти розв’язання повномасштабної війни та стверджує, що обраний президент США «не намагається щось дати Путіну чи росіянам, він насправді намагається врятувати суверенітет України» і «він гарантуватиме, що це справедливо і чесно». Прийняв посаду спеціального представника Державного департаменту США з питань України та Росії 20 січня 2025 року. Кіт Келлог 24 січня сказав, що Президент Дональд Трамп вважає, що ключову роль у закінченні війни в Україні зіграє дипломатія, також економіка і війна не завершиться лише на полі бою та 31 січня в інтерв'ю Fox News: «В інтересах національної безпеки США вирішити російсько-українську війну, ... це буде вигідно всьому світу». Трамп офіційно призначив Келлога спецпредставником з питань України та Росії 3 лютого і заявив, що США «досягли значного прогресу у відносинах між Росією та Україною». Спеціальний представник адміністрації президента Дональда Трампа Кіт Келлог 14-16 лютого взяв участь у Мюнхенській конференції з безпеки в Німеччині. Келлог вважає, що для пошуку політичного рішення потрібно зрозуміти позиції України і Росії, знайти компроміс, що у будь-якому варіанті врегулювання війни важливо розрізняти де-факто та де-юре контроль захоплених територій.
Келлог у травні заявив, що Сполучені Штати разом із європейськими союзниками готові запровадити проти російських нафтових поставок безпрецедентно жорсткі санкції, американська влада може перейти до активного переслідування танкерів, які забезпечують перевезення нафти через Балтійське море
У червні Келлог заявив, що США отримали від України і від РФ рамкові документи щодо умов припинення бойових дій та має план об’єднати їх.

### Переговори США, України та Росії в Саудівській Аравії
20 березня 2025 року спеціальний представник Трампа з питань України Кіт Келлог в інтерв'ю американському телеканалу ABC News заявив, що делегації України та Росії під час переговорів з командою президента США в Саудівській Аравії можуть сидіти в різних кімнатах, а американці ходитимуть між ними, щоб вести паралельні дискусії за принципом човникової дипломатії. Початок перемовин у Саудівській Аравії українська, російська та американська сторона анонсували на 24 березня. Головна тема — це припинення вогню, зупинка ударів по енергетичних об'єктах та цивільній інфраструктурі, припинення атак у Чорному морі. США сподіваються до Великодня на досягнення повного перемир'я. Білий дім оприлюднив результати переговорів з Україною та Росією: 
- «Сполучені Штати та Україна домовилися забезпечити безпечне судноплавство, виключити застосування сили та не допустити використання комерційних суден у військових цілях у Чорному морі»;
- «Сполучені Штати та Україна домовилися розробити заходи щодо виконання угоди президента Трампа та президента Зеленського про заборону ударів по енергетичних об'єктах Росії та України»;
- «США та Україна погодилися, що Сполучені Штати залишаються відданими допомозі в обміні військовополоненими, звільненні цивільних ув'язнених та поверненні примусово переміщених українських дітей»;
- «Сполучені Штати та Україна продовжуватимуть працювати над досягненням міцного та тривалого миру»[81].

### План припинення вогню
У березні 2025 року Женевський центр політики безпеки (GCSP) представив 31-сторінковий план із конкретними механізмами припинення вогню в Україні, розроблений представниками України, РФ, США та ЄС. Газета The New York Times повідомила з посиланням на директора Женевського центру політики безпеки Томаса Гремінгера про миротворчу діяльність та експертів, які взяли участь у підготовці документа.

### План Трампа
Politico 12 березня 2025 року пише про проєкт угоди, розроблений у ході восьмигодинних переговорів у Джидді (Саудівська Аравія) між американською та українською делегаціями:
- бойові дії можуть припинитися негайно - якщо Росія погодиться;
- тимчасове припинення бойових дій може бути продовжене за згодою обох сторін;
- після припинення вогню мають розпочатися переговори про довгострокове врегулювання;
- після оголошення перемир’я Трамп запросить Зеленського до Білого дому для подальших переговорів;
- Трамп не надав гарантій безпеки Україні, вважаючи, що це має бути відповідальністю Європи;
- США не братимуть участі в процесі створенням «коаліції бажаючих» — групи країн, які готові направити миротворців або надати іншу підтримку задля забезпечення стабільного перемир’я;
- під час восьмигодинних обговорень у Джидді питання територіальних поступок не піднімалося[86].

Державний секретар США Марко Рубіо стверджує, що делегації України та США серед іншого обговорювали питання територіальних поступок в межах майбутньої мирної угоди.
Після розмови 18 березня Президента США Дональда Трампа з Володимиром Путіним Білий дім повідомив, що рух до миру розпочнеться з припинення вогню по енергетиці та інфраструктурі, технічні переговори почнуться негайно на Близькому Сході щодо імплементації припинення вогню в Чорному морі, повного припинення вогню та сталого миру.
The Economist повідомляє, що президент США Дональд Трамп сподівається забезпечити припинення вогню протягом своїх перших 100 днів, тобто до кінця квітня 2025 року.
У квітні, за даними Daily Telegraph мирний план США має сім пунктів:
1. Негайне перемир'я.
2. Початок прямих переговорів між Україною та Росією.
3. Відмову України від вступу до НАТО, але можливість її приєднання до Європейського Союзу.
4. США де-юре визнають російську анексію Криму, а Україна та Росія - заморозять лінію фронту.
5. Про фактичне визнання Вашингтоном контролю Росії окупованих районів України.
6. Запорізьку атомну електростанцію вважатимуть українською, але управлятиме нею США. Електроенергію звідти постачатимуть як в Україну, так і в Росію.
7. Підписання угоди між Україною та США про спільний видобуток корисних копалин.

Також повідомляється, що США та Росія можуть встановити нові економічні зв'язки, повне скасування американських санкцій, початок співпраці між Москвою та Вашингтоном у сфері енергетики. План згадує про «гарантії безпеки» від європейських країн та неєвропейських країн-однодумців (потенційно). Reuters опублікувало повний текст пропозиції США щодо мирного врегулювання ситуації в Україні, які були представлені на переговорах у Парижі.
Держсекретар США Марко Рубіо 1 травня заявив, що підписана «Угода про створення Американсько-Українського інвестиційного фонду відбудови» — «важлива віха в нашому спільному процвітанні і важливий крок на шляху до припинення цієї війни», завдяки «лідерству президента США Дональда Трампа». 

### Переговори у Стамбулі
Міністр оборони Рустем Умєров, який очолював Українську делегацію на переговорах у Стамбулі у травні 2025 року, заявив про три пункти порядку денного українсько-російських переговорів:
- «по-перше, припинення вогню,
- по-друге, це гуманітарний трек, обміни,
- по-третє, потенційна зустріч на рівні лідерів».

У результаті погодились на обмін полоненими у форматі «1000 на 1000».

### Гарантії безпеки
Франція, Німеччина та Велика Британія активно працюють над довгостроковими гарантіями безпеки, які стануть фундаментом тривалого та справедливого миру, зокрема французький лідер Макрон представив чотири стратегічні напрями:
- оперативна підтримка — нові ініціативи щодо постачання зброї та коригування поставок;
- формування потужної української армії — створення стійкої оборонної інфраструктури, здатної запобігати майбутнім агресіям з боку Росії;
- можливість міжнародної військової присутності — розгляд формату розгортання коаліційних сил в Україні на добровільній основі;
- посилення європейської оборони — збільшення інвестицій у військову сферу, координація між арміями союзників.

Лідер Франції Еммануель Макрон після перемовин у серпні 2025 року із президентами України Володимиром Зеленським та США Дональдом Трампом повідомив: «до системи гарантій мають увійти США та інші союзники, які готові це зробити». На рівні лідерів, міністрів оборони, начальників генеральних штабів щодо питань гарантій безпеки ведеться робота у рамках зустрічей «коаліції охочих». 17 серпня  у спільній заяві Франції та Великої Британії йдеться про те, що «Коаліція охочих» готова розгорнути сили в Україні «відразу після припинення бойових дій». Bloomberg пише, що «буде сформовано пакет гарантій безпеки для України, оскільки лідери скористаються підтримкою президента США Дональда Трампа щодо плану, який передбачає відправлення європейських військ у рамках потенційної мирної угоди».

### Саміт «Аляска 2025»
Про проведення, дату 15 серпня, місце, порядок денний саміту «Аляска 2025» оголосив Трамп, у відповідь Україна та європейці представили США свій мирний план, а термінова заява «про мир для України» оголошує лінії імовірних мирних домовленостей. Видання Economist пише про можливе заморожування війни замість санкцій, обмежене припинення вогню в повітрі та на морі, обмін проєктами документів «широкого набору угод».
Трамп після переговорів заявив: «Тепер все залежить від Зеленського. І від європейських країн, вони також мають бути трохи залучені» і без пояснень зазначив, що угоду заблокувала «одна важлива річ», але визнав обговорення питань «обміну територій», гарантій безпеки, згоду за деякими пунктами.

### Переговори 18 серпня у Вашингтоні
18 серпня у Вашингтоні відбулись переговори за участю Дональда Трампа, Володимира Зеленського, європейських лідерів: Фінляндії, Франції, Німеччини, Італії, Великої Британії, ЄС та НАТО. За столом переговорів канцлер Німеччини та президент Франції закликали «до припинення вогню, перш ніж переходити до переговорів про територію або мирну угоду». The Wall Street Journal після зустрічі пише, що «держсекретар США Марко Рубіо очолить робочу групу радників з нацбезпеки та представників НАТО, яка розробить проєкт гарантій безпеки для України, які складатимуться з чотирьох компонентів: військовий контингент, протиповітряна оборона, озброєння, моніторинг припинення бойових дій». Після двох самітів за чотири дні від журналістів стала відома цитата Дональда Трампа: «Я думаю, що швидка мирна угода краща, ніж припинення вогню».

## Переговорні позиції
BBC News Україна після переговорів між Україною та США, що відбулися у Джидді (Саудівській Аравії) 11 березня 2025, пише про можливі умови досягнення миру між Росією та Україною.

#### Україна
Мирні переговори повинні відбуватися на умовах, сприятливих для суверенітету і територіальної цілісності України.
Президент України 16 жовтня 2024 представив план перемоги України з 5 пунктів та трьох таємних додатків:
1. Запрошення України до НАТО.
2. Зміцнення оборони.
3. В Україні розміщують комплексний неядерний пакет стримування від РФ.
4. Посилення санкцій проти РФ та розвиток потенціалу в Україні.
5. Після закінчення війни українські військові можуть ділитись досвідом з іншими країнами Європи та НАТО.

Постійний представник України в ООН Сергій Кислиця 16 січня 2025 року наголосив, що «реалізація концепції   «мир через силу» є єдиним ефективним інструментом зупинити агресора та забезпечити всеосяжний, справедливий і міцний мир відповідно до принципів Статуту ООН», держава готова розглянути мирні ініціативи інших країн, якщо вони будуть враховувати відновлення територіальної цілісності, ґрунтуватися на принципі  «нічого про Україну без України» і не будуть ототожнювати жертву з агресором.
У березні президент США Дональд Трамп під час виступу в Конгресі процитував лист президента України Володимира Зеленського, в якому йдеться про наступне: «Моя команда і я готові працювати під сильним керівництвом президента Трампа, щоб досягти тривалого миру», Україна готова «сісти за стіл переговорів якомога швидше, щоб наблизити стійкий мир», а також підписати угоду про копалини.
Видання The Independent пише про можливу мирну угоду із посиланням на українських високопосадовців, що вони згодні з наступним:
- нинішня лінія фронту буде заморожена для досягнення перемир'я;
- не може бути ніяких обмежень чисельності армії,
- ніяких заборон щодо участі України у міжнародних організаціях, в тому числі в ЄС і НАТО,
- неможливість передачі Росії додаткових територій, які наразі не окуповані,
- дипломатичний шлях повернення раніше окупованих Росією територій;
- вимога повернення українських дітей та цивільних осіб;
- міжнародні гарантії безпеки для України[116].

23 квітня президент України нагадав, що Сполучені Штати під час першої каденції чинного президента Дональда Трампа ухвалили «Кримську декларацію», в якій ішлося про «відмову визнання вимог Кремля зі встановлення суверенітету над територією, захопленою силою всупереч міжнародному праву».
За даними видання Financial Times Україна представила американській стороні у серпні для обговорення з європейськими союзниками пропозиції щодо «умов завершення війни з Росією:
- програму закупівель американської зброї на суму 100 млрд доларів, фінансування якої готова взяти на себе Європа;
- Україна не погодиться на жодні територіальні поступки Росії;
- припинення вогню як крок до ширшої мирної угоди;
- відшкодуванні збитків коштом заморожених російських активів у розмірі 300 млрд доларів;
- будь-яке послаблення санкцій має бути надане лише за умови, що Росія дотримається майбутньої мирної угоди».

#### Росія
20 листопада 2024 видання Reuters із посиланням на п'ять джерел розкрило деталі країни-агресора щодо переговорів про замороження війни та обговорення мирної угоди про припинення вогню в Україні з Дональдом Трампом, що виключає територіальні поступки та наполягає на відмові від прагнення вступити до НАТО.
16 січня 2025 року голова Військового комітету НАТО адмірал Роб Бауер на пресконференції в Брюсселі наголосив: «Війна Росії проти України має глобальні наслідки, і немає жодних ознак того, що Кремль готується до миру.». Засідання Військового комітету НАТО 15-16 січня вперше пройшло за участі 26 країн-партнерів НАТО, Європейського Союзу та України. Під час засідання обговорювалися ключові питання колективної оборони, стратегії стримування країни-агресора і підтримки України.
Росія фактично відкинула пропозицію США про негайне і повне 30-денне припинення бойових дій, посилила свої атаки, проігнорувавши заклик до безумовного припинення вогню, який Україна прийняла 11 березня — пишуть Associated Press, видання The Economist та Independent.
За даними джерел Reuters: «Західні лідери мають письмово пообіцяти не розширювати НАТО на схід і зняти частину санкцій з Росії» — такі оновлені вимоги для миру висунув агресор.
Bloomberg у серпні пише, що Росія розглядає повітряне перемирʼя у війні проти України в якості поступки перед президентом США і хочуть спробувати запобігти загрозі запровадження вторинних санкцій.

#### США
У листопаді 2024 року обраний президент США Дональд Трамп заявив, що хоче припинити війну в Україні та 16 грудня 2024 року висловив готовність обговорити її завершення з президентами України й РФ.
Майбутній держсекретар США сенатор Марко Рубіо сказав, що війна має бути припинена якнайшвидше, тому обом країнам «доведеться піти на поступки».
Майбутній радник з нацбезпеки обраного президента США Майк Волц в інтерв'ю CBS 19 січня 2025 року назвав три ключові моменти, які стосуються можливих переговорів України з РФ:
1. Хто має бути за столом переговорів.
2. Як привести цих людей за стіл переговорів.
3. Якими мають бути рамки мирної угоди[134].

20-го січня 47-й президент США Дональд Трамп під час своєї промови на церемонії інавгурації заявив, що хоче, щоб його спадщиною була «спадщина миротворця та обʼєднувача», пізніше ввечері щодо російської війни в Україні сказав: «Зеленський хоче укласти домовленість» і «Гадаю, Путін руйнує Росію, не укладаючи угоду». Новий головний дипломат США Марко Рубіо назвав Росію "агресором" і заявив, що нова адміністрація «хоче, щоб війна скінчилася», перед складанням присяги назвав «Офіційною політикою Сполучених Штатів буде те, що війна повинна закінчитися, і ми зробимо все можливе, щоб цього досягти». Дональд Трамп закликав негайно припинити війну та у випадку, якщо про угоду не домовляться найближчим часом, йому доведеться запровадити нові мита й санкції щодо російського експорту. Президент США Дональд Трамп під час виступу на саміті в Давосі, заявив, що війна в Україні «завершиться миттєво», коли впадуть ціни на нафту.
У лютому Дональд Трамп повідомив, що переговори щодо України очолять державний секретар США Марко Рубіо, директор ЦРУ Джон Реткліфф, радник з питань національної безпеки Майкл Волтц і посол та спеціальний посланник президента США на Близькому Сході Стів Віткофф. На засіданні у форматі Рамштайн в Брюсселі глава Пентагону Піт Гегсет заявив, що президент США Дональд Трамп розблокує американський видобуток енергоносіїв, щоб сприяти ефективній дипломатії та для «зниження цін на енергоносії в поєднанні з більш ефективним застосуванням енергетичних санкцій», закликав інші країни зробити те саме, що допоможе змусити Росію сісти за стіл переговорів, зупинить фінансування  російської військової машини. Піт Гегсет додав стосовно Європи, яка «повинна надати переважну частку майбутньої летальної та нелетальної допомоги Україні» і важливості «роз'яснення своїм громадянам загрози».
У березні за джерелами ВВС президент США Дональд Трамп розпорядився призупинити надання військової допомоги Україні, допоки керівництво країни не продемонструє «прихильності до миру», офіційний представник Білого дому заявив: «Президент ясно дав зрозуміти, що він націлений на мир. Нам потрібно, щоб наші партнери також були віддані цій меті. Ми зупиняємо та переглядаємо нашу допомогу, щоб переконатися, що вона сприяє вирішенню проблеми». Спецпредставник президента США з питань України та Росії Кіт Келлог заявив, що ідея повернутись до «Стамбульських угод», висловлена спецпосланником Трампа Віткоффом, не є позицією адміністрації президента. 11 березня українська та американська делегації провели зустріч у Джидді (Саудівській Аравії) і за підсумками зустрічі стало рішення США відновити надання військової допомоги Україні та обмін розвідданими між країнами. Радник з питань національної безпеки Майкл Волтц  зазначив, що Україна і президент США Дональд Трамп мають спільні погляди в питанні завершення війни з Росією, українські чиновники зробили конкретні кроки до перемир'я. За підсумками переговорів у Джидді держсекретар США Марко Рубіо заявив, що українська сторона погодилася на американські пропозиції про запровадження режиму припинення вогню терміном на 30 днів, і США прагнуть почути підтвердження прагнення до миру з боку Росії. У тексті, який був оприлюднений урядами Сполучених Штатів Америки та України зокрема зазначено: «Представники обох країн високо оцінили хоробрість українського народу, який захищає свою державу, і погодилися, що настав час розпочати процес встановлення тривалого миру».
У квітні CNN пише, що представники США подали свій план мирного врегулювання. Видання The Wall Street Journal з посиланням на джерела зазначило, що США розглядають ідею нейтральної території навколо ЗАЕС та очікують відповідь на пропозиції Трампа щодо завершення війни, визнання Криму російським, відмови України від вступу в НАТО, які за словами західних чиновників викладено в конфіденційному документі, представленому високопосадовцями адміністрації президента США Дональда Трампа своїм українським колегам у Парижі. 23 квітня у Лондоні відбулися переговори за участю України, США, Британії, Франції та Німеччини, де представники України дали згоду на пропозиції Вашингтона щодо 22 умов для завершення російсько-української війни. Після консультацій із представниками України та «європейської трійки» спецпредставник США по Україні Кіт Келлог заявив: «Ми запропонували 22 дуже конкретні пункти», які в Білому домі названо «Рамками угоди Росія—Україна» (Russia—Ukraine Deal Framework).
Сенатори США демократ Річард Блюменталь і республіканець Ліндсі Грем 21 травня опублікували спільну заяву про готовий до голосування законопроєкт, який має підтримку 81 сенатора, із новими санкціями проти РФ, 500% тарифи США проти країн, які підтримують російську агресію проти України, купують російські нафту, газ, уран та іншу продукцію. За словами впливового республіканця Ліндсі Грема у Сенаті США з 7 липня планують розглянути законопроєкт, щоб запровадити жорсткі нові санкції проти Росії. Ексспікер Палати представників Конгресу США Ньют Гінгріч повідомив, що законопроєкт внесуть на розгляд Конгресу США 9 липня та наголосив: «це наступний розумний крок у тиску на Путіна, щоб він погодився на припинення вогню в Україні».
Речник Пентагону Шон Парнелл у липні повідомив: «За вказівкою президента Трампа Міністерство оборони відправляє Україні додаткові оборонні озброєння, щоб українці могли захищатися, поки ми працюємо над досягненням міцного миру» після розчарування Трампа у тому, що Путін не припинив агресивні дії щодо України. Трамп під час зустрічі з генеральним секретарем НАТО Марком Рютте в Білому домі оголосив, що запровадить вторинні мита проти РФ та її партнерів, якщо протягом 50 днів не буде угоди про мир і сказав: «Ми готові до рішучих заходів, якщо Росія не погодиться на мир». Reuters зазначає, що у разі впровадження США санкцій, які передбачають 100% тарифи для покупців російської нафти, три країни Перської затоки можуть швидко збільшити видобуток нафти.
Президент США Трамп прагне змінити ситуацію щодо використання доходів Росії від продажу енергоносіїв для фінансування війни в Україні і після своєї заяви: «Я використовував торгівлю для різних цілей, але вона чудово підходить для врегулювання воєн» додав, що США введуть нові значні вторинні тарифи для всіх країн, які продовжують торгувати з Росією. Сенатор Грем пропонує Трампу сценарій, за яким Китай може покласти край цій війні, а Європа повинна бути готова до подальших санкцій проти Росії, щоб зупинити бойові дії.

#### Європа
Відправка миротворців в Україну європейських країн, серед яких Франція, Великобританія, країни Балтії, стане ключовою темою обговорень на Мюнхенській конференції з безпеки з 14 по 16 лютого 2025 року. У Мюнхенській конференції з безпеки візьмуть участь близько 60 голів держав і урядів, 150 міністрів з усього світу, керівники провідних міжнародних організацій. Видання New York Times пише про стримування Росії та європейські війська в Україні після мирної угоди, а почесний професор військових досліджень у Королівському коледжі Лондона Лоуренс Фрідман називає три можливі моделі присутності європейських військових в Україні — миротворці, номінальні сили прикриття кордону та сили стримування. Після Мюнхенської конференції Голова Європарламенту Роберта Метсола заявила: «Україна визначатиме, яким буде мир».
Видання The Telegraph пише, що премʼєр-міністр Великої Британії Кір Стармер представить президенту США Дональду Трампу план розгортання в Україні європейських військовослужбовців для забезпечення дотримання будь-якої угоди про припинення вогню. У разі припинення вогню розміщення миротворчого контингенту в Україні розглядається як один із варіантів гарантій безпеки багатьма країнами.
Близько двох десятків країн зацікавлені приєднатись до «коаліції охочих» на підтримку України: як миротворці солдати з групи країн можуть бути направлені в Україну,  деякі країни можуть надавати іншу підтримку, оборонний план має бути розроблений «спільно зі Сполученими Штатами», «здатність працювати зі Сполученими Штатами та нашими європейськими партнерами підтримує мир протягом 80 років», Франція і Велика Британія є ініціаторами плану, представленого Кіром Стармером на саміті 18 лідерів Європи і Канади.
Міністр закордонних справ Великої Британії Девід Леммі після зустрічі в Лондоні 18 березня з головним дипломатом ЄС Кайєю Каллас заявив: «Ми хочемо, щоб запанував мир, але мир досягається силою, а це означає, що ми повинні поставити Україну в якомога більш сильну позицію, щоб припинити будь-яку перспективу відновлення війни».
10 квітня на зустрічі міністрів оборони держав «коаліції рішучих» (coalition of the willing), організованої Великою Британією та Францією у Брюсселі, планується обговорити можливі заходи з підтримки тривалого миру в Україні та гарантії безпеки для України.
Агентство Франс Прес (AFP) пише, що територіальна цілісність України є вимогою Європи до будь-якої мирної угоди, яка спрямована на припинення війни Росії проти України, про що заявили 23 квітня в офісі президента Франції Еммануеля Макрона.
Канцлер ФРН Фрідріх Мерц 10 травня на спільній пресконференції з іншими лідерами «коаліції охочих» заявив: «Якщо Росія відмовиться від припинення вогню, яке б стало основою для переговорів, які можуть початися відразу, в такому разі ми продовжимо захищати Україну, ми продовжимо нарощувати тиск проти Росії».
Європейський союз у травні в рамках нового пакету санкцій проти Кремля запропонує міністрам фінансів країн G7 знизити ціну, що сплачується за російську нафту. Захід раніше був узгоджений у грудні 2022 року країнами G7 (США, Канада, Велика Британія, Франція, Німеччина, Італія та Японія) та повинен був скоротити доходи агресора, щоб у неї залишалося менше грошей на війну з Україною.
Міністр закордонних справ Франції Жан Ноель Барро у липні повідомив, що «Європа готується прийняти на основі французьких пропозицій найжорсткіші санкції за останні три роки, які безпосередньо позбавлять Владіміра Путіна ресурсів, що дозволяють йому продовжувати війну».
Президент Франції Еммануель Макрон під час спільної пресконференції з британським прем'єром Кіром Стармером зробив заяву, що Франція та Велика Британія планують збільшити чисельність спільних експедиційних сил (CJEF) до 50 тис. військових, які можуть бути розгорнуті в Україні для сил стримування та підтримання миру після припинення вогню.
Видання Politico у серпні зазначило, що «Європа стає більш схильною висловлювати свою позицію з питання врегулювання війни Росії проти України» і влада Євросоюзу заявила: 
- не слід обговорювати жодних поступок до того, як Росія погодиться на повне припинення вогню;
- будь-яка мирна угода має поважати «територіальну цілісність» України;
- гарантувати безпеку.

Також у Європі анонсували нові антиросійські санкції, продовження фінпідтримки України і просування її заявки на вступ до Євросоюзу. 12 серпня пресслужба Ради ЄС з закордонних справ від імені лідерів Європейського Союзу опублікувала заяву, а глава зовнішньополітичної служби Європейського Союзу Кая Каллас заявила: «Важлива послідовність кроків. Насамперед — безумовне припинення вогню з надійною системою моніторингу та жорсткими гарантіями безпеки». Лідери коаліції восьми країн Північної Європи та Балтії (Данії, Естонії, Фінляндії, Ісландії, Латвії, Литви, Норвегії та Швеції) підтвердили шлях до миру: «Мир буде досягнутий тільки завдяки поєднанню рішучої дипломатії, непохитної підтримки України і постійного тиску на РФ з метою припинення її незаконної війни», а в колективних заявах лідерів і висновках Євроради підтверджена позиція «Нічого про Україну без України й нічого про Європу без Європи».

#### Велика Британія
Видання Telegraph зазначає, що прем’єр-міністр Великої Британії Кір Стармер упродовж 2 місяців тиснув на Трампа з вимогою надати гарантії безпеки після того, як у березні 2025 року партнери України створили «коаліцію охочих» для захисту та гарантування миру в Україні. За словами Стармера, чисельність західних військових становитиме «понад 10 тисяч військовослужбовців».
У липні відбувся візит президента Франції Еммануеля Макрона до Великої Британії, де після зустрічі прем’єр-міністр Великої Британії Кір Стармер повідомив про нове рішення коаліції: «Ми оголосили про плани створення нових «Багатонаціональних сил в Україні» зі штаб-квартирою в Парижі, щоб бути готовими підтримати мирну угоду, коли її буде досягнуто. Але поки Путін відмовляється від миру, ми зараз мобілізуємо більше підтримки України ... щоб захистити її народ і змусити Путіна сісти за стіл переговорів».
У серпні прем'єр-міністр Великої Британії Кір Стармер заявив, що «Україна повинна мати надійні та достовірні гарантії безпеки для захисту своєї територіальної цілісності в рамках будь-якої угоди» — за підсумками телефонної розмови і участі лідерів Сполучених Штатів, України, Франції, Німеччини, Італії, Польщі, Фінляндії, НАТО та Європейського Союзу. За повідомленням The Times Велика Британія пропонує деякі заходи, дипломатичний, економічний та безпековий тиск на Росію і відмовилась від ідеї розміщення 30-тисячного контингенту миротворчих сил в Україні, як частини підготовки до можливої мирної угоди. Міністр оборони Великої Британії Джон Гілі заявив, що Велика Британія готова «відправити війська» в Україну для підтримання перемир'я, «очолюючи 30 інших країн, які планують військове припинення вогню та безпечний мир».

#### Туреччина
У липні 2025 року Стамбул втретє прийняв делегації після раундів переговорів між Росією та Україною у травні та червні. Міністр закордонних справ Туреччини Хакан Фідан підкреслив, що мета Туреччини — «закінчити цю криваву війну якнайшвидше» і «Кінцева мета тут, звичайно, — припинення вогню, яке прокладе шлях до миру».

#### Китай
У 2025 році Китай залишається нейтральним за офіційною позицією і виступає за «переговори, припинення вогню та мир», але найбільш ймовірний сценарій «Статус-кво», який дозволяє Росії продовжувати війну і повільний наступ в Україні доповнюється сценаріями: «ескалація» та «згортання» за матеріалами публікації BBC у липні.

### Інші переговорні позиції
Британське видання The Guardian у липні 2025 року повідомило, що на переговорах президента США із прем'єр-міністром Великої Британії та президенткою Європейської комісії розглядається можливість запровадження вторинних санкцій проти Росії для припинення війни в Україні.

### Передумови до переговорів
Переговори щодо закінчення цієї війни та місця України в глобальній архітектурі безпеки, зміни у позиціях проходять за зачиненими дверима. Умови, які можуть призвести до припинення гарячої фази війни та початку мирних переговорів назвав Президент України:
- Припинення атак на енергетику та вантажні судна.
- Угоди «земля в обмін на мир» не обговорюються з країнами Заходу.
- Україна порушує питання гарантій безпеки, включно з НАТО[193].

«Ми інтенсивно працюємо з багатьма партнерами та намагаємось залучити Росію», — сказав 16 грудня міністр закордонних справ Швейцарії Ігнаціо Кассіс, наголосивши на необхідності відкритого діалогу між Україною та Росією.
18 грудня 2024 державний секретар США Ентоні Блінкен у Раді з міжнародних відносин заявив, що Сполучені Штати просувають членство України в НАТО і це є найкращою гарантією безпеки, а іншою гарантією може стати присутність європейського військового контингенту на лінії розмежування після укладення справедливого і тривалого миру.
У грудні перед поверненням у Білий дім новообраного президента Дональда Трампа розглядаються необхідні зусилля для забезпечення «найкращої можливої позиції» України на майбутніх потенційних переговорах щодо припинення війни, її захисту та угоди про мир на «справедливих» умовах:
- вироблення більших важелів впливу;
- прийняття нових санкцій проти енергетичного сектору Росії;
- проти "тіньового флоту";
- проти російських експортерів нафти, які досі не були під санкціями;
- відкликання ліцензії, яка дозволяє банкам обробляти російські енергетичні транзакції.

10 січня 2025 року адміністрація Джо Байдена запровадила найбільший в історії пакет санкцій проти російського енергетичного сектора і ця стратегія посилює тиск на Росію й обмежує її ресурси для ведення війни.

### Інші підходи
Основні підходи до завершення війни для досягнення миру поділяють на два: за допомогою сили та шляхом компромісу.
Президент Франції Еммануель Макрон вперше підняв питання про введення іноземних військ в Україну у лютому 2024 року, навесні почав відкрито говорити про це, щоб запобігти просуванню Росії.
Велика Британія також могла б стати членом експедиційного корпусу. Міністерство оборони Британії розглядає можливість відправки в Україну британських військових для тренування українських вояків. Державний секретар з питань оборони Великої Британії Джон Гілі заявив, що війська можуть відправитись в Україну для підготовки солдатів та  додав, що Україна повинна вступати в переговори «з позиції сили, а не слабкості». 
Дональд Трамп у статусі кандидата в президенти США пообіцяв покласти край війні Росії проти України під час своєї першої промови на Національному з'їзді Республіканської партії. Спікер Палати представників Конгресу США Майк Джонсон зробив заяву:  
|                  | Ми підтримуємо ідею миру через силу. Ми не мали цього за три з половиною роки адміністрації Байдена. |
| — Голос Америки. | |

Джей Ді Венс, кандидат у віцепрезиденти США від Республіканської партії, у вересні заявив про  можливе створення "демілітаризованої зони" на українській території та відмову України від членства у НАТО.
Новообраний президент США Дональд Трамп може закликати європейські та британські війська забезпечити 800-мильну (1200-кілометрову) буферну зону між російською та українською арміями, що розглядається в рамках версій і деталей мирного плану заморожування війни та мирних переговорів.
Потреба у встановленні нових партнерських відносин залишається центральним елементом підтримання глобального лідерства США і Заходу в цілому, допомоги Україні зупинити Росію.
У листопаді та грудні 2024 року Франція, Україна, скандинавські та балтійські країни, Британія, Польща обговорюють створення міжнародної миротворчої місії, яка може мати до п’яти бригад (близько 40 000 солдатів), можливість відправки на лінію розмежування в Україну військ для гарантування безпеки в разі досягнення на переговорах режиму припинення вогню. В разі припинення вогню або мирної угоди необхідно буде залучити близько 100 тисяч людей  з урахуванням ротації, яка також передбачала б підготовку підрозділів до розгортання та відновлення. Ексміністр закордонних справ та колишній посол України у Великій Британії Вадим Пристайко заявив, що Україні необхідно сформувати «коаліцію рішучих» — держав НАТО, які б погодились гарантувати її безпеку.
У разі, якщо угода про завершення війни передбачатиме створення контрольованої лінії розмежування, Міністр оборони Італії Гвідо Крозетто заявив про готовність направити війська в Україну. Після досягнення перемир'я можливе відрядження миротворчих військ за участі Бундесверу до України. Міністр оборони Нідерландів Рубен Брекельманс допустив варіант, що миротворчу місію ЄС можна відправити в Україну без одноголосного рішення всіх країн блоку.
16 січня 2025 року прем’єр-міністр Великої Британії Кір Стармер після підписання угоди про сторічне партнерство між країнами сказав, що Британія обговорить із союзниками розміщення миротворчих військ в Україні, щоб гарантувати безпеку після припинення вогню з Росією.
Премʼєр-міністерка Італії Джорджа Мелоні 6 березня на спеціальному засіданні Європейської ради запропонувала поширити 5 статтю НАТО про колективну оборону на Україну без членства держави у блоці, раніше президент Фінляндії Александер Стубб сказав, що однією з гарантій безпеки для України могло би стати автоматичне набуття членства в НАТО у разі повторного нападу Росії. Associated Press із посиланням на французького чиновника повідомляє, що військові представники з понад 30 країн 11 березня зустрінуться у Парижі, щоб обговорити створення «міжнародних сил безпеки», відповідно до плану після припинення вогню з метою стримування Росії.
В інтерв'ю газеті Le Parisien у березні президент Франції Еммануель Макрон назвав міста, де можуть розміститися війська інших країн, якщо Україна попросить союзників розмістити на її території миротворчий контингент.
Американський сенатор Ліндсі Грем заявив у квітні, що він має підтримку 72 колег щодо законопроєкту, який передбачає нові санкції проти Росії, 500% мита на імпорт з країн, які купують російську нафту, нафтопродукти, природний газ, уран.
У серпні президент Франції Еммануель Макрон був співголовою засідання «Коаліції охочих» разом з прем'єр-міністром Великої Британії Кіром Стармером та канцлером ФРН Фрідріхом Мерцом перед візитом президента Володимира Зеленського до Вашингтона 18 серпня.

## Контекст
Докладніше: Російське вторгнення в Україну (2022), Воєнні злочини Росії та Дезінформація під час російсько-української війни
Дипломатична робота з 2014 року відбувалася у складних умовах під час війни та інших викликів.

## Хронологія

### Дипломатія російсько-української війни з 2014 року
6 червня 2014-го відбулась перша зустріч у чотиристоронньому форматі (Україна—Німеччина—Франція—Росія), де Петро Порошенко, Володимир Путін, Франсуа Олланд та Ангела Меркель обговорили питання щодо Російської збройної агресії проти України. 19 червня 2014 була сформована тристороння контактна група з мирного врегулювання ситуації на сході України з представників України, ОБСЄ та Росії для полегшення дипломатичного вирішення війни на сході України.
За результатами перших двосторонніх переговорів була укладена угода про тимчасове перемир'я у війні на сході України та 5 вересня підписано Мінський протокол.
12 лютого 2015-го на саміті у нормандському форматі було підписано Декларацію на підтримку Комплексу заходів з виконання мінських угод (Мінську угоду). 9 грудня 2019 відбулась нормандська зустріч, де лідери країн обговорили російсько-українську війну, її наслідки та задекларували бажання якнайшвидшого завершення війни.
Переговори та угоди не зупинили російську агресію.

### 2022
24 лютого 2022 року, Росія розпочала повномасштабне вторгнення в Україну.
Українська дипломатія, міжнародне співтовариство зіткнулися з викликами російсько-української війни, глибинним і глобальним міжцивілізаційним конфліктом. Основним інструментом захисту стала воєнна дипломатія на рівні суверенних держав, збройних сил.
З 2 червня 2022 року Надзвичайний і Повноважний Посол США в Україні Бріджит Брінк.
У жовтні 2022 — Центр громадянських свобод відзначений Нобелівською премією миру.

### 2023
Українська дипломатія, досягнення: відкриття переговорів про вступ України до Європейського Союзу.

### 2024
Глобальний саміт миру

Україна підписала угоди про безпеку з окремими країнами, відповідно до Спільної декларації країн «Групи семи». Але деякі аналітики та офіційні особи з критикою ставляться до їх дії: «Вони не мають обов’язкової сили і не є договорами», «Це тривожна річ», — сказав американський дипломат Майкл Мак-Фол, який разом з українськими офіційними особами очолює Міжнародну робочу групу з російських санкцій.
9 жовтня підписано Угоду про довгострокове співробітництво та підтримку між Україною та Республікою Хорватія.

### 2025
Президент України поставив перед Міністерством закордонних справ України та українськими дипломатами сім основних завдань на 2025 рік. Міністр закордонних справ України Андрій Сибіга зазначив про сім завдань для українських дипломатів: «Дипломатія буде діяти проактивно» та «головним завданням залишатиметься консолідація міжнародної підтримки задля подолання російської агресії та відновлення всеохопного, справедливого та сталого миру для нашої держави».

## Мета. Стратегії. Сценарії.

### Мета
Мир в Україні — всеосяжний, справедливий та міцний відповідно до міжнародного права та Статуту ООН.

### Стратегії
Стратегія деокупації та реінтеграції тимчасово окупованого Криму.
Глава МЗС Чехії Ян Ліпавський у травні 2024 року в інтерв’ю Euractiv висловив думку, що Європа має виробити цілісну стратегію стримування Росії, а її частиною є безумовна підтримка права України на захист від російської агресії.
Союзники України обговорювали завершення війни та стратегії на 2025 рік. Плани щодо стратегій миру в Україні мають лідери партій США.
Україна має прийняти та виконати внутрішні рішення в багатьох сферах (ВПК, оборона, економіка, соціальна політика та інші) на доповнення до плану перемоги, який стосується західних партнерів.
У грудні 2024 року міжнародна група експертів оприлюднила стратегію закінчення війни.  Серед рекомендацій майбутній адміністрації США, які передбачають членство України в НАТО:
- Припинення вогню з забезпеченням безпеки України.
- Гарантії захисту.
- Відновлення територіальної цілісності мирними та дипломатичними засобами.
- Сполучені Штати, Європа і союзники повинні впровадити нову політику стримування РФ[249][250].

В Європейській раді з міжнародних відносин розглянули дипломатію, як пріоритет способу припинення війни на мирних переговорах, запропонували 3 моделі гарантій безпеки України для запобігання поновлення війни: 
1. Озброєння України для захисту та будь-якої нової російської агресії, зміцнення її військового та промислового потенціалу заради розвитку економіки та виробництва необхідного озброєння.
2. Постійна присутність західних військ в Україні.
3. Україна в НАТО, частина гарантій безпеки.

Роль Європи — запропонувати дієві гарантії безпеки у довгостроковій перспективі для забезпечення миру в Україні та Європі у цілому.
Радники новообраного президента США Дональда Трампа розробляють масштабну стратегію санкцій для досягнення дипломатичної угоди між Росією та Україною.
28 січня головна дипломатка ЄС Кая Каллас і державний секретар США Марко Рубіо погодили стратегію «максимального тиску» ЄС і США на Росію для досягнення миру в Україні.
Дослідники Центру стратегічних та міжнародних досліджень (CSIS) вважають Україну ключовим елементом з перспективи стратегії стримування Росії у Європі.

### Головні сценарії
Напередодні повернення Дональда Трампа на посаду президента США та на фоні інших подій головні союзники бачать різні сценарії закінчення війни. ЗМІ також обговорюють моделі Німеччини, Фінляндії, Ізраїлю, Південної Кореї та китайський план. «Якщо Трамп хоче уникнути історичного провалу, як у Будапешті, він повинен уникнути пастки ... і забезпечити мир через силу», — підсумував письменник і журналіст Марк Тіссен у статті для The Washington Post. Для тривалого миру в Україні та Європі необхідна присутність європейських військ і це має стати частиною майбутнього мирного врегулювання за відсутності володіння ядерною зброєю або членства в НАТО. Суверенітет і незалежність України, довгострокові інтереси безпеки Європи — такі виклики описали у Financial Times за тижні до інавгурації Трампа. Американський журнал Foreign Affairs пише про закінчення війни, міжнародні відносини і що є реалістичним мирним планом: 
1. Угода про припинення вогню.
2. Надійні гарантії безпеки для України.
3. Покарання Росії за агресію.
4. Заходи зі стабілізації відносин Росії із Заходом[265][266].

Файненшл таймс запевнює, що Трамп «продовжить озброювати Україну, домагаючись припинення війни». У січні 2025 року розглядаються різні сценарії під час публічних дебатів та за закритими дверима щодо миротворців західних держав, які мають виступати гарантами безпеки для України. The New York Times пише про попередні контури майбутньої угоди, перемир'я, подібного до того, яке зупинило Корейську війну 1953 року, необхідність гарантій щодо запобігання нового вторгнення в Україну. The Times пише про ймовірні сценарії, чотири реалістичні результати війни.
У лютому 2025 року Дональд Трамп і представники його команди озвучили певні умови припинення війни в Україні. Держсекретар США Марко Рубіо окреслив приблизний сценарій завершення війни в Україні, який може початися з припинення вогню, сказав про коридори допомоги, забезпечення безпеки об'єктів енергетичної інфраструктури, глобальні зусилля країн всього світу. Віцепрезидент США Джей Ді Венс в інтервʼю The Wall Street Journal заявив, що Вашингтон розглядає варіант відправки американських військових в Україну, якщо Путін не погодиться на довгостроковий мир і додав, що Адміністрація президента США Дональда Трампа намагатиметься переконати, що Росія досягне більшого за столом переговорів, ніж на полі бою.
Президент Франції Еммануель Макрон «пропонує переозброїти, переоснастити українців», а «потім відправити експертів або навіть війська на обмежений термін з будь-якої зони конфлікту, щоб підтримати українців і засвідчити солідарність» — пише Le Parisien.
Британія, Франція, Туреччина, Канада, Австралія та інші країни обговорюють плани відправити і розмістити війська в Україні на багаторічний термін для запобігання потенційному повторному вторгненню Росії в Україну чисельністю від 10 тисяч до 30 тисяч військовослужбовців, допомогу зброєю, логістикою.
The Telegraph у квітні пише про ризики для України, яка може зіткнутися з ультиматумом зі сторони президента США Дональда Трампа, в якому Білий дім хоче контролювати не тільки родовища рідкоземельних металів в Україні, а й практично всі природні ресурси країни. США може повністю зупинити всю допомогу у разі відмови.
Адмірал флоту Іспанії у відставці, експерт з оборони та військово-морської історії Хуан Родріґес Ґарат (Juan Rodríguez Garat), який має понад 47 років досвіду у флоті, служив у місіях НАТО та ЄС, реалістичним сценарієм бачить «тривале перемир’я без формального завершення війни».
У травні Financial Times підсумував значення потенційної української мирної угоди, яка дозволить уникнути офіційного визнання США окупованих територій частиною РФ та дасть шанс боротися або відвоювати свою землю в інші часи. За думкою старшого наукового співробітника Ради з міжнародних відносин Чарльза Капчана «поразка України стала б для Трампа політичним провалом, подібним до Афганістану, а можливо, навіть гіршим», тому важлива закупівля Європою американської зброї для України, що стане важелем тиску на Росію для досягнення миру. Аналітики JPMorganChase бачать чотири базові сценарії:
- Корейський — імовірність 15% (в Україні розміщуються європейські війська, цей сценарій відкриває Україні подальший шлях до демократичного розвитку та економічного процвітання).
- Ізраїльський — 20% (Україна отримує значну і тривалу військову та економічну підтримку, але без значної присутності іноземних військ на її території, загроза нового вторгнення залишається.
- Грузинський — 50% (Україна не отримає суттєвої підтримки Заходу).
- Білоруський — 15% (США повністю відмовляться від підтримки).

У червні спецпредставник Держдепартаменту США з питань України у 2017-2019 роках, почесний співробітник Центру аналізу європейської політики Курт Волкер висловив думку, що Трамп розчарований тим, що Путін не хоче припинити цю війну, досі намагається переконати агресора погодитися на припинення вогню, замість того, щоб примусити зупинитися.
У липні британський журналіст та історик, Овен Метьюз пише у The Telegraph, що створення для України цілісної системи протиповітряної оборони, подібної до ізраїльського Залізного купола, яка базуватиметься на модифікованій версії комплексу THAAD, адаптованої до російсько-української війни, здатної знищувати дрони, зробить подальші напади агресора малоефективними і вони втратять стратегічний сенс. Жан-Крістоф фон Пфеттен, голова Інституту стратегічних досліджень Сходу і Заходу, наголошує, що захист України від майбутніх повітряних атак з боку Росії є «ключовою передумовою для будь-якого стійкого мирного врегулювання». Про можливі сценарії завершення війни в інтерв’ю Укрінформу розповів екскомандувач Армії США в Європі — Бен Годжес.
У серпні CNN публікує 5 можливих варіантів завершення війни між Росією та Україною:
- Безумовне припинення вогню.
- Подальші переговори.
- Десятки тисяч військових НАТО можуть розміститися довкола Києва та інших міст.
- Підтримка українських сил без американської участі.
- Катастрофа для Путіна.

## Опитування громадської думки

### 2024
Фондом Демократичні ініціативи спільно з соціологічною службою Центру Разумкова у серпні 2024 року проведено опитування щодо переговорів та гарантій безпеки.
Київським міжнародним інститутом соціології проведено опитування про підтримку Заходу та справедливий мир для України.
Американський інститут Gallup 20 листопада опублікував дані, що за продовження війни до перемоги виступають лише 38% українців, тоді як 52% є прихильниками початку переговорного процесу. 2022 року кількість готових до переговорів і охочих продовження бойових дій українців становила 22% і 73% відповідно, пише Gallup. На думку українців,  ключову роль у переговорах мають відіграти Європейський Союз (такий варіант підтримали 70% респондентів) та Велика Британія (63%).
Упродовж 2-17 грудня Київський міжнародний інститут соціології (КМІС) провів опитування респондентів: 45% вважають, що перемога Трампа на виборах наближає мир у російсько-українській війні. Соціолог Олексій Антипович, соціологічна група «Рейтинг»: «Майже 90% українців вірять в перемогу, близько 10% не вірять в перемогу. Іншого варіанту, крім як терпіти і боротися, немає.». Директор Інституту соціології НАНУ Євген Головаха: «70% готові терпіти стільки, скільки треба.».
Соціологи роблять висновок про тенденції за останні два роки: «Хоча українці лишаються гнучкими і відкритими до дискусій щодо параметрів мирних домовленостей, але водночас однозначно не згодні на "мир на будь-яких умовах"».

### 2025
20-21 лютого проведено опитування Соціологічної групи «Рейтинг» щодо припинення війни в Україні.
У червні 2025 року Центр соціальних та маркетингових досліджень «СОЦИС» провів опитування, де відмова від членства в НАТО розглянута, як поступка на переговорах задля завершення бойових дій.
У липні за даними опитування Gallup, 69% українців виступають за швидше завершення війни шляхом переговорів.
В опитуванні Київського міжнародного інституту соціології (КМІС) 23 липня — 4 серпня 2025 року методом телефонних інтерв’ю (CATI) спільний план миру Європи та України готові прийняти 54% (у травні — 51%) респондентів, умовний план США для більшої частки українців (49%) є категорично неприйнятним (у травні було 62%).

## Заяви, цитати та точки зору
7 грудня 2024 року обраний президент США Дональд Трамп після зустрічі з президентом України Володимиром Зеленським та президентом Франції Емманюелем Макроном зазначив:
|  | Повинно бути негайно припинено вогонь і розпочато переговори. |

Генеральний секретар НАТО Марк Рютте перед зустріччю з міністрами закордонних справ військового альянсу у грудні:
|  | Нам усім потрібно буде зробити більше. Чим сильнішою буде зараз наша військова підтримка України, тим сильнішою буде їхня позиція за столом переговорів. |

Президент Франції Емманюель Макрон під час візиту до Варшави 12 грудня:
|  | Єдиний можливий мир в Україні — це міцний мир, про який домовилися українці, і який дає їм змогу мати довгострокові гарантії у сфері безпеки. |

### Заяви
У листопаді 2024 року міністр закордонних та європейських справ Франції в інтерв’ю для BBC закликав «не встановлювати … червоних ліній» у підтримці України.
Наступний президент США Дональд Трамп у грудні 2024 року заявив: «Завершення війни в Україні — більш пріоритетне та складне завдання, ніж завершення війни на Близькому Сході» та в інтерв'ю для Time «Я хочу досягти угоди і єдиний спосіб досягти угоди – це не покидати Україну».
У січні 2025 року Міністр закордонних справ Великої Британії Девід Леммі підкреслив, що ера миру після холодної війни завершилася, а майбутнє безпеки Європи стало вкрай невизначеним. Прем'єр-міністр Італії Джорджа Мелоні заявила, що готова працювати з Дональдом Трампом та підкреслила: «Єдиний спосіб змусити Росію сісти за стіл переговорів - це створити для неї складну ситуацію... У Трампа є можливість використовувати як дипломатію, так і стримування, і я очікую, що так буде і цього разу». Генеральний секретар НАТО Марк Рютте під час зустрічі з членами комітету Європарламенту з питань зовнішньої політики та підкомітету з питань безпеки та оборони заявив, що мир в Україні може бути тривалим лише тоді, коли Україна вестиме переговори з позиції сили. Міністр оборони Італії Гвідо Крозетто після зустрічі міністрів оборони п’яти країн – Німеччини, Великої Британії, Франції, Польщі та Італії наголосив: «Безпека України – це безпека Європи.».
24 лютого Президент Франції Емманюель Макрон на пресконференції за підсумками зустрічі в Білому домі під час переговорів з Дональдом Трампом наголосив, що складовою миру в Україні мають бути обовʼязкові гарантії безпеки і розгортання миротворчих сил на українській землі у межах цих гарантій безпеки.
Голова Європейської комісії Урсула фон дер Ляйн 2 березня на саміті у Лондоні заявила: «Шлях до миру полягає в силі. Слабкість породжує подальшу війну. Ми підтримуватимемо Україну і одночасно нарощуватимемо зусилля із захисту Європи».
Президент Туреччини Реджеп Тайїп Ердоган на дипломатичному форумі у Анталії запевнив, що «Завершення російсько-української війни укладанням справедливої та стійкої мирної угоди залишається нашим пріоритетом.».
У квітні президент Франції Емманюель Макрон після масованого ракетного удару РФ по Україні заявив: «Ми виступаємо за суверенітет і територіальну цілісність, поважаючи міжнародне право. Ми продовжуватимемо захищати право українського народу жити в мирі на своїй території та в межах своїх міжнародно визнаних кордонів».
У травні глава КНР Сі Цзіньпін в контексті спроб налагодити відносини з Європою та торгового ембарго з боку США заявив, що сподівається побачити «справедливу, міцну і зобов'язуючу мирну угоду, яку ухвалять усі зацікавлені сторони» щодо миру в Україні.
28 травня президент США Дональд Трамп заявив, що США змінять підхід, якщо через два тижні він буде розуміти, чи намагається російський диктатор Володимир Путін обдурити його щодо припинення війни.

#### Точки зору
Архімандрит, доктор філософських наук, директор Інституту Гаффінґтона у Лос-Анджелесі, Кирило Говорун у колонці  для «Української правди» висловлює точку зору про сталий мир, справедливість, етику з її розрізненням добра і зла, шо є необхідними умовами для встановлення миру в Україні.
На думку Чарльза Бертона з празького аналітичного центру Sinopsis, яку він висловив у коментарі для Newsweek: «Для Пекіна саміт на Алясці підтвердив його основне переконання: світ — це сцена для переговорів великих держав щодо сфер впливу» .

## Документи
Берлінська декларація за підсумками міністерських переговорів Німеччини, Іспанії, Італії, Польщі, Сполученого Королівства, Франції, України та ЄС